# Władysław Kąkołowicz
Władysław Kąkołowicz (ur. 28 lipca 1923, zm. 30 kwietnia 2007) – polski chemik, wykładowca, profesor Uniwersytetu Wrocławskiego, prodziekan Wydziału Matematyczno-Fizyczno-Chemicznego, pochowany na cmentarzu na Psim Polu we Wrocławiu.